# アジェーロラ
アジェーロラ（イタリア語: Agerola）は、イタリア共和国カンパニア州ナポリ県にある基礎自治体（コムーネ）。

## 地理

### 位置・広がり
ナポリ県南東部のコムーネ。県都ナポリから南東へ33kmの距離にある。

#### 隣接コムーネ
隣接するコムーネは以下の通り。括弧内のSAはサレルノ県所属を示す。
- アマルフィ (SA)
- フローレ (SA)
- グラニャーノ
- ピモンテ
- ポジターノ (SA)
- プライアーノ (SA)
- スカーラ (SA)

## 行政

### 分離集落
アジェーロラには、以下の分離集落（フラツィオーネ）がある。
- Bomerano, Campora, Pianillo (sede comunale), Ponte, San Lazzaro, Santa Maria